# Psammomkörper

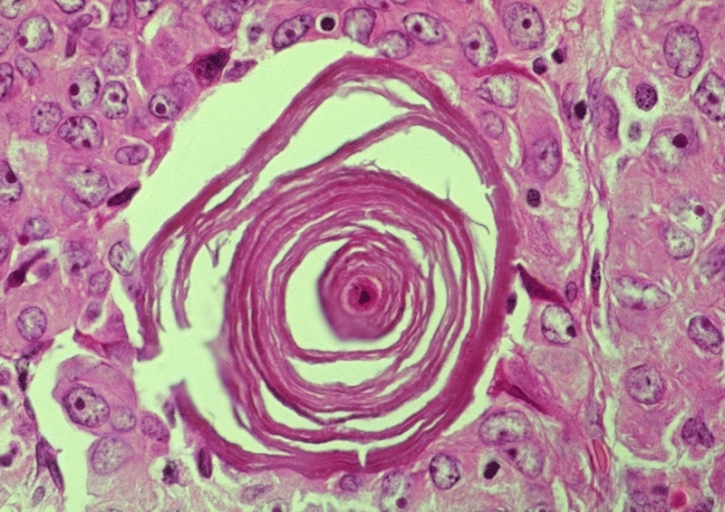
Ein Psammomkörper eines papillären Schilddrüsenkarzinoms.

Psammomkörper oder Psammome sind im Mikroskop sichtbare, runde, konzentrisch geschichtete, eosinophile Calciumansammlungen. Der Name entstammt dem griechischen Wort psammos, welches „Sand“ bedeutet.
Psammomkörper und psammomkörperähnliche Verkalkungen treten bei bestimmten Tumorleiden auf:
- papilläres Schilddrüsenkarzinom
- Seröses Ovarialkarzinom (serös papilläres Zystadenokarzinom)
- Meningeom
- psammomatoides ossifizierendes Fibrom
- papilläres Nierenzellkarzinom

Die Entstehung der Psammomkörperchen ist nicht ganz klar; eine Theorie postuliert, dass sich über einer nekrotischen Tumorzelle schichtweise Calciumsalze ablagern. Dies würde die konzentrische Schichtung erklären.

## Anmerkung
1. ↑  Vgl. etwa Martin Benno Schmidt: Über die Pacchionischen Granulationen und ihr Verhältnis zu den Sarcomen und Psammomen der Dura mater. In: Virchows Archiv der pathologischen Anatomie. Band 170, 1902, S. 429 ff.